# رايمون كاراسكو
رايمون كاراسكو (بالكتالونية: Raimon Carrasco i Azemar )‏ (و. 1924  م) هو رائد أعمال، وشخصية أعمال إسباني، ولد في برشلونة.

## مناصب
تولى منصب رئيس، مؤسسة الموسوعة القطلونية ‏ (1996–2006)
- رئيس مجلس الإدارة، نادي برشلونة (18 ديسمبر 1977–1 يوليو 1978)
- رئيس مجلس الإدارة، المصرف القطلوني  [لغات أخرى]‏ (1965–1981).

## التعليم
تعلم في كلية الأعمال في جامعة نبرة ‏.

## جوائز
حصل على جوائز منها:
- نيشان الفنون والآداب من رتبة قائد (17 يناير 2013)[5]
- جائزة المنافسة العامة  [لغات أخرى]‏ (1946)